# ホワット・イフ? (マーベル・コミック)
『ホワット・イフ?』（What If, またはWhat If...?）は、マーベル・コミックが発行するコミック・ブックのアンソロジーシリーズであり、マーベル・ユニバースの歴史上の重要な出来事が別の展開を迎えていた場合を探求するという内容である。1977年の創刊以来、13のシリーズと単発号が発売されている。
2021年8月11日よりマーベル・スタジオ製作によるテレビアニメ『ホワット・イフ...?』がDisney+で配信される。

## フォーマット
第1シリーズ（1977年-1984年）の物語はエイリアンのウォッチャーのウアトゥがナレーターとなっている。ウアトゥは月にある基地から地球と別の現実の両方を観測している。
ほとんどの『ホワット・イフ?』の物語はウアトゥがメインストリームのマーベルユニバースの出来事を説明するところから始まり、その出来事の分岐点を紹介し、その分岐点がもたらす結果が語られる。第2シリーズ（1989年-1998年）でもウアトゥは同様の扱いであったが、『ファンタスティック・フォー』誌の中でウアトゥは他のウォッチャーを破ったことで罰せられた。これによりウアトゥの登場が不可能となったため、キャラクターは第76号が最後の登場となった。フレーミングデバイスが存在しない場合は物語そのものが焦点となる。
後のシリーズでは別のナレーターを導入した作家もいる。例えば第3シリーズの『What If Karen Page Had Lived?』、『What If Jessica Jones Had Joined the Avengers?』、『Daredevil』（2005年）では脚本のブライアン・マイケル・ベンディス自身がナレーターとしてカメオ登場した。

## 出版史

### 第1シリーズ
1977年2月から1984年10月まで第1シリーズ全47号が出版された。『ホワット・イフ?』第1号のストーリーは「スパイダーマンがファンタスティック・フォーに加わっていたら?」（"What If Spider-Man had Joined the "Fantastic Four?"）だった。これは『アメイジング・スパイダーマン』第1号（1963年）で描かれた出来事の別のバージョンを示したものである。第24号のタイトルは「What If Gwen Stacy had lived?」で、スパイダーマンの正体が公に暴露された結果に焦点が当てられており、最も評価が高い『ホワット・イフ?』のストーリーの1つである。
第1シリーズが打ち切られた後、マーベルはワンショット誌（読み切り）『What If? Special』（1988年6月）で「What If Iron Man Had Been a Traitor?」というストーリーを発表した。

### 第2シリーズ
1989年7月から1998年11月までマーベルは『ホワット・イフ』全115号（1号から114号とマイナス1号）を月刊で出版した。この第2シリーズは第1シリーズのアイデアを再検討し、修正したものである。第1シリーズは毎号1話完結であったのに対し、第2シリーズは複数号にまたがるストーリーが展開された。また第2シリーズでは複数のプロットや結末が用意され、読者に決定が委ねられた。例を挙げると「What If the War Machine had not destroyed the Living Laser?」では3つの結末が用意されていた。
第1シリーズのユーモアは第2シリーズにも引き継がれており、特に第34号は1ページの2つの完結したストーリーで構成されたオールユーモアの号である。
第105号ではスパイダーガール（メイデイ・パーカー）が初登場し、スピンオフシリーズに発展するほどの人気を得た。ここからMC2シリーズの作品が始まった。
1995年から1996年のあいだは『ホワット・イフ』のストーリーはマーベル・オルターニバース（Marvel Alterniverse）と呼ばれ、『 Ruins』、『The Last Avengers Story』、『パニシャー・キルズ・マーベルユニバース』といった作品が発表された。

### 第3シリーズ
2005年2月、マーベルは『ホワット・イフ』の新シリーズ全6号を出版した。それらはすべてワンショット形式であった。編集者のジャンティン・ガブリエは第3シリーズの発表はC・B・セブルスキの提案によるものだとしている。
マーベルは2005年8月に単発のパロディ版『Wha...Huh?!?』を出版した。

### 第4シリーズ
2006年2月、第4シリーズの刊行が開始された。第3シリーズと同じく「ワンショット」形式で全6号であった。第4シリーズはこれまでのように特定のプロット・ポイントから分岐世界を描くというものではなく、カノンから場所や時代設定を変えた別バージョンに基づいた世界観でストーリーを提示するDCコミックスの『エルスワールド』（アメリカ合衆国ではなくソ連で育ったスーパーマンを描いた『スーパーマン: レッド・サン』など）に似た様式である。第4シリーズのうち5号がこの様式であり、ウォッチャーが別次元からの歴史文書を見つけるという流れである。封建時代の日本からアース-717という別の世界への分岐が始まり、分岐点では「the Devil Who Dares」と呼ばれるデアデビルが登場する。
第4シリーズの例としては、南北戦争中にキャプテン・アメリカが「ホワイト・スカル」と戦う、ウルヴァリンがパニッシャーとなって1920年代の禁酒法期のシカゴでマフィアと戦う、ネイモア・ザ・サブマリナーが第二次世界大戦中に陸上で父親に育てられる、ソーがギャラクタスのヘラルドとなる、冷戦時代に「アルティメット・フェデラリスト・フリーダム・ファイターズと呼ばれるソ連版ファンタスティック・フォー（ルディオン・リチャーズ、コロッサス、マジック、ウィドウ・メイカーで構成）の登場が挙げられる。

### 第5シリーズ
2006年にマーベルは『ホワット・イフ?』の新シリーズを発表した。これにはスパイダーマンのストーリーである「The Other」をベースにしたものなどが含まれる。

### 第6シリーズ
2007年から2008年にかけて刊行された第6シリーズは全5号構成である。6号目として構想されていた「What If: This Was the Fantastic Four」はスパイダーマン、ウルヴァリン、ゴーストライダー、ハルクが登場し、2007年11月に発売が予定されていたが、マイク・ウィアリンゴが死去したことにより見送られた。『 What If: This Was the Fantastic Four』は2008年6月にウィアリンゴのトリビュートとして48ページのスペシャル版で発売された。その収益はすべてヒーロー・イニシアティヴに寄付された。
他の号には「What If?: Planet Hulk」（2007年10月）、「What If?: Annihilation」（2007年11月）、スペシャル号である「Civil War」と「X-Men: Rise and Fall of the Shi'ar Empire」（2007年12月）、 「What If? Spider-Man vs. Wolverine」（2008年1月）がある。これらはトレードペーパーバック『What If...? Civil War』にまとめられた。

### 第7シリーズ
2008年12月にマーベルは『ホワット・イフ?』のスペシャル全5号を週刊で発売した。その内容は『フォールン・サン: デス・オブ・キャプテン・アメリカ』、『ハウス・オブ・M』、『スパイダーマン: バック・イン・ブラック』、『シークレット・ウォーズ』が含まれる。新たな「ファンタスティック」はハルク、スパイダーマン、アイアンマン、ウルヴァリンで構成される。さらにランナウェイズがヤング・アベンジャーズとして登場するストーリーラインが第7シリーズを通して展開される。

### 第8シリーズ
2009年12月に新シリーズが刊行された。第8シリーズはマーベルで直近に展開された3つのイベントに焦点が当てられ、『スパイダーマン: ハウス・オブ・M』、『ワールド・ウォー・ハルク』、『シークレット・インベージョン』が基となっている。それらの他に『アストニッシングX-MEN』についてやデアデビルとエレクトラについての古典的な『ホワット・イフ』も発売された。第8シリーズでは最終号を除いて各イベントの2つのオルタナティヴが掲載された。

### 第9シリーズ
2010年9月、マーベルは『ホワット・イフ』の第9シリーズ全5号を同年12月に刊行することを発表した。第9シリーズは第2号から第5号まではナンバリングされていない。
『ホワット・イフ?』の通算第200号は2つのストーリーを収録したエクストラサイズ版である。この号ではもしも『シージ』の代替案であり、セントリーが暴走せず、ノーマン・オズボーンがアスガルドを征服していたらという内容である。もう1つは「ギャラクタス・トリロジー」であり、オリジナル版と同じくスタン・リーが脚本を書いた。

### 第10シリーズ
第10シリーズは全4号の『What If...? Avengers vs. X-Men』であり、ジミー・パルミオッティが脚本、ホルヘ・モリーナが作画を務めた。

### 第11シリーズ
2014年4月、マーベルは全5号のシリーズ『What If? Age of Ultron』を発売した。これは2013年のイベントから派生したものであり、ウルヴァリンが過去に飛んでウルトロンを作る前のハンク・ピムを殺害した結果を考察したものである。第1号ではワスプ、第2号ではアイアンマン、第3号ではソー、第4号ではキャプテン・アメリカが登場し、アベンジャーズの中核人物がいなくなったことで新たな世界がどのようになるかが検証される。第5号ではハンク・ピムがウルトロンを作らなかった世界、すなわちウルトロンによりヴィジョンが作られなかった世界で締めくくられた。

### 第12シリーズ
2015年10月にマーベルは『ホワット・イフ?』のバナーで全5号のシリーズを発表した。今回はアベンジャーズ、ガーディアンズ・オブ・ギャラクシー、インヒューマンズらがビルダーズの進撃とサノス軍による地球侵攻という複数の脅威に対処するという2013年のイベント『インフィニティ』に焦点が当てられている。各号はワンショットであり、最初の4号では同イベントの異なる結末が探求される。第5号『What If? Infinity: Dark Reign』は『ダークレイン』展開でノーマン・オズボーンとダークアベンジャーズがインフィニティ・ガントレットを手に入れた世界が描かれる。

### 第13シリーズ
2018年10月にマーベルは新シリーズ全6号を発表した。

## ビブリオグラフィ

### コレクテッド・エディション
以下は『ホワット・イフ?』を収録したトレードペーパーバックである:
- What If? Classic:
  - Volume 1 (収録: What If? #1–6)、2005年1月、ISBN 0-7851-1702-4
  - Volume 2 (収録: What If? #7–12)、2006年1月、ISBN 0-7851-1843-8
  - Volume 3 (収録: What If? #14–15, 17–20)、2007年1月、ISBN 0-7851-2081-5
  - Volume 4 (収録: What If? #21–26)、2007年12月、ISBN 0-7851-2738-0
  - Volume 5 (収録: What If? #27–32)、2009年1月、ISBN 0-7851-3086-1
  - Volume 6 (収録: What If? #33–38)、2009年12月、ISBN 0-7851-3753-X
  - Volume 7 (収録: What If? #40–42, #43 (バックアップストーリーのみ), 44–47)、2011年2月、ISBN 0-7851-5311-X
- X-Men: Alterniverse Visions (収録: What If? (vol. 2) #40, 59, 62, 66, 69)、1996年8月、ISBN 0-7851-0194-2 (Boxtree、1996年5、ISBN 0-7522-0342-8)
- Iron Man 2020 (収録: The Amazing Spider-Man Annual #20, Machine Man (vol. 2) #1-4, Death's Head #10, Iron Man 2020 #1, Astonishing Tales: Iron Man 2020 #1-6, What If? (vol. 2) #53)、2013年4月、ISBN 978-1302913908
- Death’s Head Volume 2 (収録: Death’s Head #8-10, Death’s Head: The Body In Question, Sensational She-Hulk #24, Fantastic Four #338, Marvel Comics Presents #76, Doctor Who Magazine #173, What If? (vol. 2) #54)、2007年10月、パニニ・コミックス（英語版）、ISBN 1-905239-69-6
- Death’s Head: Freelance Peacekeeping Agent (収録: Dragon's Claws #5, Death’s Head #1-7 and 9-10, Death’s Head: The Body In Question, Fantastic Four #338, Sensational She-Hulk #24, Marvel Comics Presents #76, What If? (vol. 2) #54, Marvel Heroes #33)、2020年3月、ISBN 978-1302923365
- What If?: Why Not? (収録:What If? vol. 3)、2005年3月、ISBN 0-7851-1593-5
- What If?: Mirror Mirror (収録:What If? vol. 4)、2006年5月、ISBN 0-7851-1902-7
- What If?: Event Horizon (収録:What If? vol. 5)、2007年7月、ISBN 0-7851-2183-8
- What If?: Civil War (収録:What If? vol. 6)、2008年4月、ISBN 0-7851-3036-5
- What If?: Secret Wars (収録:What If? vol. 7)、2009年4月、ISBN 0-7851-3341-0
- What If?: Secret Invasion (収録:What If? vol. 8)、2010年5月、ISBN 0-7851-4109-X
- What If?: Dark Avengers (収録:What If? vol. 9)、2011年4月、ISBN 0-7851-5278-4
- What If?: Avengers vs. X-Men (収録:What If? vol. 10)、2013年10月、ISBN 978-0785183945
- What If?: Age Of Ultron (収録:What If? vol. 11)、2014年7月、ISBN 0-7851-9054-6
- What If?: Infinity (収録:What If? vol. 12)、2016年9月、ISBN 0-7851-9314-6
- What If?: With Great Power (収録:What If? vol. 13)、2019年3月、ISBN 130251038X

### 日本語版
日本語版は小学館集英社プロダクションよりソフトカバー版と電子書籍版が発売された。『What If?: With Great Power』を底本としつつ過去の作品も収録したオリジナル編集となっている。
| タイトル                | 収録内容 | 翻訳   | 発売日        | ISBN       |
| ----------------------- | --- | ------ | ------------- | ---------- |
| ホワット・イフ？ side A | 第13シリーズ第1号「もしもフラッシュ・トンプソンがスパイダーマンだったら?」（"What if Flash Thompson became Spider-Man?"） 第13シリーズ第2号「もしもX-MENがサイバーパンクだったら?」（"What if the X-Men were .EXE/Men?"） 第13シリーズ第3号「もしもピーター・パーカーがパニッシャーだったら?」（"What if Peter Parker became the Punisher?"） 第1シリーズ第1号「もしもスパイダーマンがファンタスティック・フォーに加わっていたら?」（"What if Spider-Man had joined the Fantastic Four?"） 第1シリーズ第28号「もしもデアデビルがS.H.I.E.L.D.のエージェントになったら?」（"What if Daredevil became an agent of S.H.I.E.L.D.?"） 第1シリーズ第44号「もしもキャプテン・アメリカが80年代に復活したら?」（"What if Captain America were revived today?"） | 吉川悠 | 2021年3月11日 | 4796878300 |
| ホワット・イフ？ side B | | 吉川悠 | 2021年8月26日 | 4796878424 |

## 他のメディア
- 連続テレビドラマ『エージェント・オブ・シールド』ではコミック『ホワット・イフ?』に緩やかにインスパイアされたストーリーアークが展開されており、その始まりは第4シーズン第16話「フレームワーク」（原題: "What If..."）である。シナリオはホールデン・ラドクリフとそのA.I.のアシスタントのAIDAによるフレームワークという仮想の創造物である。ここではデイジー・ジョンソンはまだ存命でS.H.I.E.L.D.のメンバーであるグラント・ウォードと交際し、フィル・コールソンが教師を務め、マックの娘は存命である一方でジェマ・シモンズは死亡、レオ・フィッツとメリンダ・メイはHYDRAで働くという、S.H.I.E.L.D.の面々の劇的に異なる人生が描かれる[8]。
- マーベル・スタジオはDisney+向けに連続テレビアニメ『ホワット・イフ...?』を製作し、2021年8月11日より配信が開始される。このシリーズではこれまでのMCUプロジェクトに出演した50人以上の俳優が参加予定であり、ナレーションはジェフリー・ライトがウアトゥ・ザ・ウォッチャー役として演じる[9][10]。